# Agoliinus kiuchii
Agoliinus kiuchii är en skalbaggsart som beskrevs av Masumoto 1984. Agoliinus kiuchii ingår i släktet Agoliinus och familjen Aphodiidae. Inga underarter finns listade i Catalogue of Life.